# Astyanax chico
Astyanax chico är en fiskart som beskrevs av Casciotta och Almirón 2004. Astyanax chico ingår i släktet Astyanax och familjen Characidae. Inga underarter finns listade.